# Gardno (Gryfino)
Gardno [ˈɡardnɔ] (deutsch Garden) ist ein Dorf in der Gmina Gryfino, in der polnischen Woiwodschaft Westpommern. Es liegt 10 km östlich von Gryfino und 18 km südlich von Stettin.

## Geschichte
Die erste urkundliche Nennung des Ortes als Gartne erfolgte im Jahre 1234, als Swantibor, Kastellan von Kolberg, und das Kloster Kolbatz sich über den Grenzverlauf zwischen ihren Gütern einigten. In einer Urkunde aus dem Jahre 1240, in der Herzog Barnim I. dem Kloster Kolbatz alle Güter und Rechte bestätigte, wurde der Ort als Gardeno zu den Klostergütern gezählt.